# Step Up All In
Step Up All In er en amerikansk dansefilm instrueret af Trish Sie og den femte rækken i Step Up filmserien.

## Medvirkende
- Ryan Guzman som Sean Asa [5]
- Briana Evigan som Andie West [5]
- Misha Gabriel som Eddie
- Adam Sevani som Robert "Moose" Alexander III [6]
- Alyson Stoner som Camille Gage
- Izabella Miko som Alexxa Brava [7]
- Mari Koda som Jenny Kido
- Martín Lombard da Martin Santiago og Facundo Lombard som Marcos Santiago (kendt som The Santiago Twins).
- Christopher Scott som Hair
- Stephen "Twitch" boss som Jason Hardlerson
- Luis Rosado som Monster
- Chadd Smith som Vladd
- Parris Goebel som Violet
- Stephen "Stevo" Jones som Jasper Tarik
- David "Kid David" Shreibman som Tchad
- Celestina Aladekoba som Celestina
- Freddy HS som Regnskabschef